# Bogislaw von Bonin
Bogislaw Oskar Adolf Fürchtegott von Bonin (né le 17 janvier 1908 à Potsdam, mort le 13 août 1980 à Lehrte) était un officier de la Wehrmacht et journaliste allemand.

## Jeunesse
Issu de la famille noble von Bonin, Bonin est né à Potsdam, dans la province de Brandenburg. Il fait son service militaire dans le 4. Reiterregiments (4e Régiment de Cavalerie) de la Reichswehr en 1926. D'octobre 1927 à août 1928 il suit une formation d'officier à l'École d'Infanterie de Dresde, en même temps que Claus von Stauffenberg et Manfred von Brauchitsch , il est promu Lieutenant en 1930. En 1937-1938, il assiste à l'Académie de guerre à Berlin et devient membre du commandement suprême de la Heer (Oberkomando des Heer) en 1938.
Il est certainement le petit-fils d'Adolf von Bonin, general der Infanterie dont un des fils, né en 1851, s'appelait Oskar Adolf Fürchtegott Bogislaw.

## Seconde Guerre mondiale

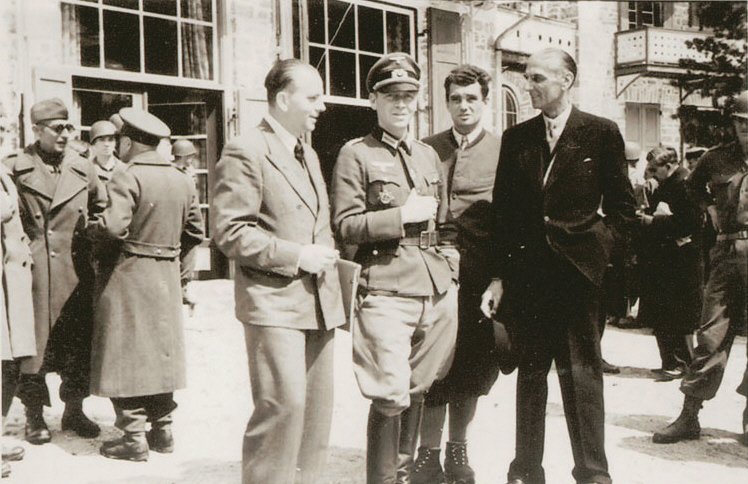
Bogislaw von Bonin (* 17 janvier 1908 à Potsdam ; † 13 août 1980 à Lehrte), Oberst de la Wehrmacht allemande (prisonnier spécial SS) ; maire ; Sigismund Payne Best (* 14 avril 1885 à Cheltenham ; † 21 septembre 1978 à Calne), Secret Intelligence Service anglais (prisonnier spécial SS) devant l'hôtel Pragser Wildsee (Sud-Tyrol).

Avec le déclenchement de la Seconde Guerre mondiale, il devient premier officier d'état-major de la 17. Panzer-Division, poste qu'il occupe durant la bataille de France et sur le front de l'Est. Il part ensuite en Afrique au sein de la Deutsch-Italienische Panzerarmee durant une partie de la campagne d'Afrique. En 1943, il obtient un poste au XIV. Panzerkorps en Sicile. En 1944, il devient brièvement Chef d'État-major du LVI. Panzerkorps de la 1re armée hongroise. Il atteint le grade de Colonel, et devient le Chef de la Direction opérationnelle de l'état-major général de l'armée (Generalstab des Heeres).

### Arrestation
Le 16 janvier 1945, Bonin donne au Groupe d'armées A la permission de se retirer de Varsovie durant l'offensive Vistule-Oder, rejetant l'ordre direct d'Adolf Hitler de tenir. Il est arrêté par la Gestapo le 19 janvier 1945 et emprisonné d'abord au camp de concentration de Flossenbürg, puis au camp de concentration de Dachau.
Avec plusieurs familles (Sippenhäftlingen) du complot du 20 juillet 1944 et d'autres prisonniers notables comme Léon Blum, Kurt Schuschnigg, Hjalmar Schacht, Franz Halder et Fritz Thyssen, il devait être transféré au Tyrol, mais le transfert pris fin à Niederdorf/Villabassa dans le Tyrol du Sud. Le 30 avril 1945, il réussit à contacter de hauts officiers de la Wehrmacht, qui envoient une force importante de l'armée régulière, qui oblige les gardes SS à abandonner leur position et à laisser leurs prisonniers. La Wehrmacht libère les prisonniers et les loge au Pragser Wildsee Hotel au Sud de Niederdorf, jusqu'à ce que les troupes américaines arrivent le 4 mai 1945.

## Après la Seconde Guerre mondiale
Après deux ans de détention en captivité américaine Bonin a travaillé comme transitaire, notamment chez Daimler-Benz. En 1952, il est nommé expert militaire dans le nouveau Amt Blank, où il a pris la direction du sous-département «planification militaire» et préparer les plans de la contribution allemande à la Communauté européenne de défense (CED). Cependant, il entre en conflit avec le gouvernement Adenauer, en effet Bonin est en faveur d'une armée allemande neutre et indépendante pour ne pas compromettre une réunification de l'Allemagne. Il est démis de ses fonctions le 30 septembre 1955 en raison de sa déloyauté envers la Bundeswehr et devient journaliste.
Il décède le 13 août 1980 à Lehrte.

## Médailles
- Croix allemande en or le 14 janvier 1942 comme Major im Generalstab de la 17. Panzer-Division[4]